# Vincetoxicum intermedium
Vincetoxicum intermedium là một loài thực vật có hoa trong họ La bố ma. Loài này được Taliev miêu tả khoa học đầu tiên.